# Фінал кубка Італії з футболу 2022
Фінал Кубка Італії з футболу 2022 — фінальний матч розіграшу Кубку Італії сезону 2021—2022, в якому зустрілися «Інтернаціонале» і «Ювентус». Матч відбувся 11 травня 2022 року на «Олімпійському стадіоні» в Римі.
«Інтернаціонале» здобув перемогу в додатковий час з рахунком 4–2. Переможець зіграє в Суперкубку Італії проти чемпіона Італії.

## Передмова
Це третє Дербі Італії у фіналі Кубка Італії після 1959 та 1965 років, в обох двічі здобув перемогу «Ювентус». Ця гра стане четвертою в цьому сезоні, одна гра завершилась внічию та двома виграшами «Інтернаціонале» в тому числі в Суперкубку Італії 2021 року.

## Стадіон
Фінал провели на Олімпійському стадіоні в Римі.
| Італія                     |                      |                      |                      |
| Місто                      | Арена                |                      |                      |
| Рим                        | Олімпійський стадіон | Олімпійський стадіон | Олімпійський стадіон |
|                            |                      |                      |                      |
| Місткість: 72 700 глядачів |                      |                      |                      |

## Шлях до фіналу
| Суперник          | Результат                         | Раунд      | Суперник       | Результат                         |
| Сампдорія (вдома) | 4–1                               | 1/8 фіналу | Емполі (вдома) | 3–2 дч                            |
| Сассуоло (вдома)  | 2–1                               | 1/4 фіналу | Рома (вдома)   | 2–0                               |
| Фіорентіна        | 1–0 (в гостях), 2–0 (вдома) (3–0) | 1/2 фіналу | Мілан          | 0–0 (в гостях), 3–0 (вдома) (3–0) |

## Матч

### Деталі
| 11 травня 2022 21:00 CEST |

| Ювентус                       | 2:4 дч   | Інтернаціонале                                            |
| ----------------------------- | -------- | --------------------------------------------------------- |
| Алекс Сандро 50' Влахович 52' | Протокол | Барелла 7' Чалханоглу 80' (пен.) Перишич 99' (пен.), 102' |

| Олімпійський стадіон, Рим Глядачів: 67 944 Арбітр: Паоло Валері |

| Ювентус | Інтернаціонале |

| ВР                   | 36                   | Маттіа Перін         |           |     |
| ЗХ                   | 6                    | Даніло               |           | 41' |
| ЗХ                   | 4                    | Маттейс де Лігт      |           |     |
| ЗХ                   | 3                    | Джорджо К'єлліні ()  |           | 84' |
| ЗХ                   | 12                   | Алекс Сандро         |           | 91' |
| ПЗ                   | 11                   | Хуан Куадрадо        |           |     |
| ПЗ                   | 28                   | Деніс Закарія        |           | 67' |
| ПЗ                   | 25                   | Адріан Рабйо         |           |     |
| ПЗ                   | 20                   | Федеріко Бернардескі |           | 67' |
| НП                   | 10                   | Пауло Дибала         |           | 99' |
| НП                   | 7                    | Душан Влахович       |           |     |
| Запасні:             |                      |                      |           |     |
| ВР                   | 1                    | Войцех Щенсний       |           |     |
| ВР                   | 23                   | Карло Пінсольйо      |           |     |
| ЗХ                   | 17                   | Лука Пеллегріні      |           | 91' |
| ЗХ                   | 19                   | Леонардо Бонуччі     |           | 67' |
| ЗХ                   | 24                   | Даніеле Ругані       |           |     |
| ПЗ                   | 5                    | Артур                |           | 84' |
| ПЗ                   | 27                   | Мануель Локателлі    | 90+2'     | 67' |
| ПЗ                   | 41                   | Ганс Ніколуссі       |           |     |
| ПЗ                   | 47                   | Фабіо Міретті        |           |     |
| НП                   | 9                    | Альваро Мората       |           | 41' |
| НП                   | 18                   | Мойзе Кен            |           | 99' |
| НП                   | 38                   | Марле Аке            |           |     |
| Головний тренер:     |                      |                      |           |     |
| Массіміліано Аллегрі | Массіміліано Аллегрі | Массіміліано Аллегрі | 83', 104' |     |

| ВР               | 1  | Самір Ханданович () |      |       |      |
| ЗХ               | 37 | Мілан Шкриняр       |      |       |      |
| ЗХ               | 6  | Стефан де Врей      |      |       |      |
| ЗХ               | 33 | Даніло Д'Амброзіо   |      | 64'   |      |
| ПЗ               | 36 | Маттео Дарміан      |      | 64'   |      |
| ПЗ               | 23 | Ніколо Барелла      |      |       |      |
| ПЗ               | 77 | Марцело Брозович    | 55'  |       |      |
| ПЗ               | 20 | Хакан Чалханоглу    |      | 90+1' |      |
| ПЗ               | 14 | Іван Перишич        |      |       |      |
| НП               | 10 | Лаутаро Мартінес    |      | 90+1' |      |
| НП               | 9  | Едін Джеко          |      | 63'   |      |
| Запасні:         |    |                     |      |       |      |
| ВР               | 21 | Алекс Кордац        |      |       |      |
| ВР               | 97 | Йонуц Раду          |      |       |      |
| ЗХ               | 2  | Дензел Дюмфріс      |      | 64'   |      |
| ЗХ               | 13 | Андреа Ранокк'я     |      |       |      |
| ЗХ               | 18 | Робін Гозенс        |      |       |      |
| ЗХ               | 32 | Федеріко Дімарко    |      | 64'   | 116' |
| ЗХ               | 95 | Алессандро Бастоні  |      |       | 116' |
| ПЗ               | 5  | Роберто Гальярдіні  |      |       |      |
| ПЗ               | 22 | Артуро Відаль       | 119' | 90+1' |      |
| НП               | 7  | Алексіс Санчес      |      | 90+1' |      |
| НП               | 19 | Хоакін Корреа       |      | 63'   |      |
| НП               | 88 | Феліпе Кайседо      |      |       |      |
| Головний тренер: |    |                     |      |       |      |
| Сімоне Індзагі   |    |                     |      |       |      |

| Гравець матчу: Іван Перишич («Інтернаціонале») Асистенти арбітра: Алессандро Джіаллатіні Фабіано Преті Четвертий арбітр: Сімоне Соцца Помічник асистента арбітра: Сальваторе Лонго Відеоасистент арбітра: Алеандро Ді Паоло Помічник відеоасистента арбітра: Розаріо Абіссо | Правила матчу - 90 хвилин - За потреби 30 хвилин додаткового часу - Якщо результат залишається нічийним, то призначаються післяматчеві пенальті - Допускається максимум дванадцять футболістів у списку на заміну, п'ять з яких можуть бути використані в остновний час та одна в додатковий. |